# David Altmejd
David Altmejd (Montreal, 1974) es un artista escultor canadiense, que vive y trabaja tanto en Montreal como en Londres.

## Datos biográficos
En 2001, completó su Master de Bellas Artes en la Columbia University.  También obtuvo un Bachelor de Bellas Artes de la Universidad de Quebec en Montreal, en Montreal, Canadá.  Durante su etapa de estudios de master en Bellas Artes (MFA), tomó parte en múltiples muestras colectivas de alto nivel en importantes espacios como Artists Space y Deitch Projects, ambos en la Ciudad de Nueva York. En 2003, fue comisariado por Dan Cameron en la 8ª Bienal Internacional  de Estambul. En 2004, fue incluido en la  Bienal del Museo Whitney de Arte Estadounidense.  En 2007, representó a Canadá en la Bienal de Venecia; su instalación "The Index", comisariada por Louise Déry, fue presentada inmediatamente después en la Galería de Arte de Ontario (Art Gallery of Ontario).
Las esculturas de David Altmejd mezclan objetos, aparentemente al azar, como cabezas de hombre lobo decapitados con grafitis de estrellas de David , ropa interior manchada de Calvin Klein , torres hechas de espejos , flores de plástico y joyería de imitación , para crear sistemas escultóricos cargados con lo que él llama "potencial simbólico" y narrativas abiertas terminadas. Las cabezas de hombre lobo han aparecido con tanta frecuencia en su obra que en el mundo del arte contemporáneo, están ampliamente asociadas a este artista. 
Altmejd está representado por la Galería Andrea Rosen en Nueva York, Xavier Hufkens en  Bruselas, y Stuart Shave/Modern Art en Londres.